# Henri Mari Adam Schadee
Henri Mari Adam (Hans) Schadee (Tiel, 6 november 1876 - Rotterdam, 12 november 1927) was een vooraanstaand notaris en advocaat in Rotterdam. Hij stamde uit een geslacht dat al sedert de eerste helft van de 18e eeuw notarissen had voortgebracht. Hun geschiedenis is ten nauwste verweven met die van de Rotterdamse haven. Dit werd geboekstaafd in het mede door Schadee geschreven jubileumboek "Tweehonderd Jaar Notariaat en Zeezaken 1724-1924".
Schadee beperkte zijn werkzaamheden niet louter tot beroepsuitoefening. Hij dacht mee met zijn cliënten. In de eerste decennia van de 20e eeuw kwam vrijwel geen grote transactie in de Rotterdamse scheepvaart, handel of industrie tot stand zonder zijn actieve betrokkenheid. Illustratief hiervoor was de oprichting van de Vereenigde Nederlandsche Scheepvaartmaatschappij (de "VNS"), een bundeling van reders die met dank aan hem tot stand kwam.
Naast zijn werk als notaris besteedde hij veel energie aan maatschappelijk werk dat hem zeer ter harte ging. Samen met Jacques Fruin en Hans Coert, boezemvrienden uit zijn Leidse studententijd op Minerva en beiden advocaat, en andere Rotterdamse notabelen richtte hij de Stichting "Volkskracht" op, zette hij zich in voor de bouw van het tuindorp Vreewijk en zo meer.
Hij overleed na een kort ziekbed. Zijn vele cliënten en vrienden eerden zijn nagedachtenis met de oprichting van het H. M. A. Schadee Fonds dat tot op de dag van vandaag bijdraagt aan de financiering van projecten die hem na aan het hart gelegen zouden hebben, zoals de reconstructie van de Delftse Poort en de renovaties van de Doelen. Een van de loges in dit cultuurgebouw draagt sinds 2009 zijn naam.